# Oberer Schwarzenbach
Das Naturschutzgebiet  Oberer Schwarzenbach befindet sich auf dem Gebiet der Gemeinden Bad Säckingen und Rickenbach (Hotzenwald) im Landkreis Waldshut.

## Kenndaten
Das Naturschutzgebiet wurde mit Verordnung des Regierungspräsidiums Freiburg vom 15. Dezember 1992 ausgewiesen und hat eine Größe von 3,1866 Hektar. Es wird unter der Schutzgebietsnummer 3.189 geführt. Der CDDA-Code für das Naturschutzgebiet lautet 164873 und entspricht der WDPA-ID.

## Lage und Beschreibung
Das Naturschutzgebiet Oberer Schwarzenbach befindet sich im Gebiet der Gemeinde Bad Säckingen auf der Gemarkung Rippolingen mit 0,9463 ha und in der Gemeinde Rickenbach auf der Gemarkung Willaringen mit 2,2402 ha.
Zum Naturschutzgebiet gehören Feucht- und Magerwiesen entlang eines Bachlaufes mit vielfältigen, teils stark gefährdeten Lebensgemeinschaften.

## Schutzzweck
Wesentlicher Schutzzweck der Verordnung ist der Erhalt 
- vielfältiger, zum Teil stark gefährdeter Lebensgemeinschaften insbesondere auf Feucht- und Magerwiesen entlang eines Bachlaufes;
- eines landesweit einzigartigen Vorkommens einer seltenen Pflanzenart im Bereich der ehemaligen Wässerwiesen.

## Arteninventar
Im Naturschutzgebiet Oberer Schwarzenbach wurden folgende Arten erfasst:
- Höhere Pflanzen/Farne

Anagallis tenella (Zarter Gauchheil), Carex echinata (Stern-Segge), Carex nigra agg. (Artengruppe Braune Segge), Carex paniculata (Rispen-Segge), Carex rostrata (Schnabel-Segge), Dactylorhiza majalis agg. (Artengruppe Breitblättriges Knabenkraut), Danthonia decumbens (Dreizahn), Eriophorum angustifolium (Schmalblättriges Wollgras), Galium uliginosum (Moor-Labkraut), Gymnadenia conopsea (Mücken-Händelwurz), Listera ovata (Großes Zweiblatt), Menyanthes trifoliata (Fieberklee), Nardus stricta (Borstgras), Ophioglossum vulgatum (Gewöhnliche Natternzunge), Parnassia palustris (Herzblatt), Scutellaria minor (Kleines Helmkraut), Thesium pyrenaicum (Wiesen-Leinblatt)
- Libellen

Cordulegaster boltonii (Zweigestreifte Quelljungfer)